# Công nghệ Hall-Héroult
Công nghệ Hall - Héroult là quá trình tách nhôm theo phương pháp điện phân nóng chảy có sử dụng cryolit là chất xúc tác để giảm độ nóng chảy của tinh quặng alumina.

### Quá trình thực hiện
Hỗn hợp dung dịch cryolit với tinh quặng alumina đã hòa tan được điện phân khiến nhôm ở thể lỏng chuyển dịch về phía cathode và tích tụ ở trên dương cực này trong khi đó cực âm anode bằng C bị oxy hóa thành carbon dioxide. Nguồn điện được sử dụng bởi rất nhiều lò luyện nhôm như trên thường có điện thế rất thấp (thường 3-5 V), nhưng đòi hỏi dòng điện phải lớn – trong mỗi một buồng điện phân cường độ dòng có thể từ 220kA lên đến 340kA. Hàng trăm buồng điện phân được mắc nối tiếp và nối với điện năng nguồn từ một máy biến thế chuyển đổi điện thế từ 110kV hay từ nguồn điện nhà máy có điện thế cao hơn của nhà cung cấp xuống còn có điện thế 1-2 kV. Dòng điện có tải lớn được chạy qua các thanh nối lớn (các thanh này thường được mạ nhôm). Các buồng tự tăng nhiệt độ do chính dòng điện chạy qua để lên tới nhiệt độ điện phân, và hệ thống điều biến anode thay đổi dòng điện chạy qua bằng cách nâng lên hay hạ xuống thanh anode và do đó thay đổi trở kháng của buồng điện phân. Khi cần, một thanh nối được cho tiếp xúc để hình thành nên mạch rẽ (tức mắc sun).

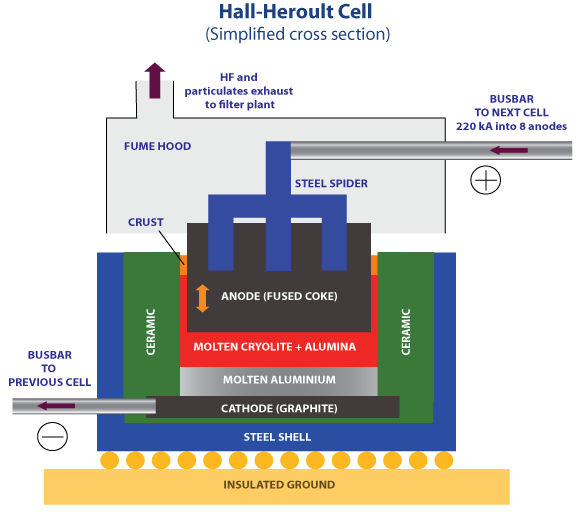
Buồng điện phân công nghiệp Hall-Heroult

Nhôm lỏng được tách ra nhờ một xi phông và một máy hút (để tránh phải sử dụng máy bơm và van chịu nhiệt độ cao). Nhôm lỏng được chuyển vào các thùng chứa hay được đưa ngay qua các đường ống dẫn liên tục và chịu nhiệt sang các cơ sở mạ. Nhôm kim loại sau đó hoặc được mạ thành  hình dạng cuối cùng với các vật liệu hợp kim khác hay được mạ vào các thỏi vật liệu tạp khác để sau đó bán cho các cơ sở luyện kim để tái luyện.
Trong khi, cryôlit dạng rắn có tỷ trọng cao hơn nhôm (dạng rắn) trong điều kiện nhiệt độ trong phòng, sản phẩm nhôm lỏng lại có tỷ trọng cao hơn cryolit nóng chảy khi ở vào khoảng 1000 °C, và vì thế lắng xuống đáy của thùng chứa, sau đó được định kỳ hút ra (điều này giúp cho nhôm lỏng khỏi bị oxy hóa bởi không khí do nằm bên dưới cryolit nóng chảy). Phần trên và thành của thùng chứa (tức chính là buồng điện phân) được phủ lớp vỏ bằng cryolit dạng rắn đóng vai trò làm lớp cách nhiệt. Trở kháng bên trong thùng chứa (cũng là buồng điện phân) đủ để giữ cryolit luôn nóng chảy.
Khi lượng alumina đã bị chuyển hóa trong dung môi cryolit thì một lượng alumina bổ sung được đưa vào qua một hệ thống phễu để luôn duy trì hàm lượng cần thiết của alumina trong dung dịch. Phần bên trên của thùng chứa không cho phép lượng alumina bổ sung được đưa vào và do vậy định kỳ phải phá phần trên nắp của thùng để bổ sung alumina vào hỗn hợp dung dịch điện phân.
Khí thoát ra từ quá trình điện phân được thu hồi bởi hệ thống phễu thu khí và thoát ra ngoài. Khí thải chủ yếu là CO2 do quá trình ăn mòn âm cực (anode) sinh ra và hydro fluoride (HF) được sinh ra từ dung dịch hỗn hợp cryolit. HF là một chất khí có tính ăn mòn cao nhất là đối với các bề mặt phủ kính nên cần cẩu và các thiết bị hạng nặng dùng trong khai mỏ hay trong nhà máy tuyển luyện nhôm cần được che phủ hết các cửa sổ và cửa chắn gió bằng các tấm phim nhựa. Khí HF thường được xử lý trong các nhà máy xử lý khí thải liền kề, trong đó khí HF được cho hòa tan vào trong nước làm trung hòa khả năng ăn mòn của khí. Các thành phần bụi trong khí thải (PM) cũng được thu và tái sử dụng thông qua các phương pháp tĩnh điện hay các túi lọc. Thành phần khí thải còn lại (chủ yếu là CO2) được thải vào không khí, tuy nhiên ngay cả khi xử lý khí thải đúng mực như trên vẫn sẽ góp phần gây ra hiệu ứng nhà kính.
Dòng điện có cường độ lớn trong quá trình điện phân cũng tao ra từ trường mạnh và gây ra các lực từ thủy động lực học có thể xáo trộn nhôm ra khỏi vị trí đúng ra là phải ở đáy thùng. Quá trình xáo trộn nhôm này một mặt giúp các quá trình phản ứng với nhôm diễn ra hoàn toàn hơn nhưng mặt khác lại làm giảm độ tinh của sản phẩm nhôm (làm tăng các thành phần tạp chất trong sản phẩm nhôm thương phẩm) do các vật liệu khác nhau bị trộn lẫn hoàn toàn. Theo một kỹ thuật khác buồng điện phân được vận hành trong điều kiện được gọi tên là bồn aluminium thủy tĩnh trong đó các thành phần tạp chất hoặc nổi lên trên hoặc chìm xuống dưới và để nhôm tinh khiết dạng lỏng ở giữa.
Các lò luyện nhôm thường được đặt tại những khu vực có tiềm năng thủy điện, nhiệt điện, năng lượng tái tạo như gió lớn và có tính kinh tế cao. Các lò luyện nhôm sử dụng công nghệ điện phân đòi hỏi nguồn điện ổn định để hoạt động được tối đa công suất và giúp tăng tải lượng tối thiểu để yếu tố cầu của công tác kinh doanh điện trở nên ổn định hơn và ít biến động hơn; do vậy có thể giúp cho toàn bộ hệ thống phát dẫn và truyền tải điện tổng thể trở nên có tính kinh tế hơn đối với người dùng cuối.